# Dicranum tubulifolium
Dicranum tubulifolium là một loài rêu trong họ Dicranaceae. Loài này được Ireland mô tả khoa học đầu tiên năm 1984.